# الحياة الآخرة (فلسفة)

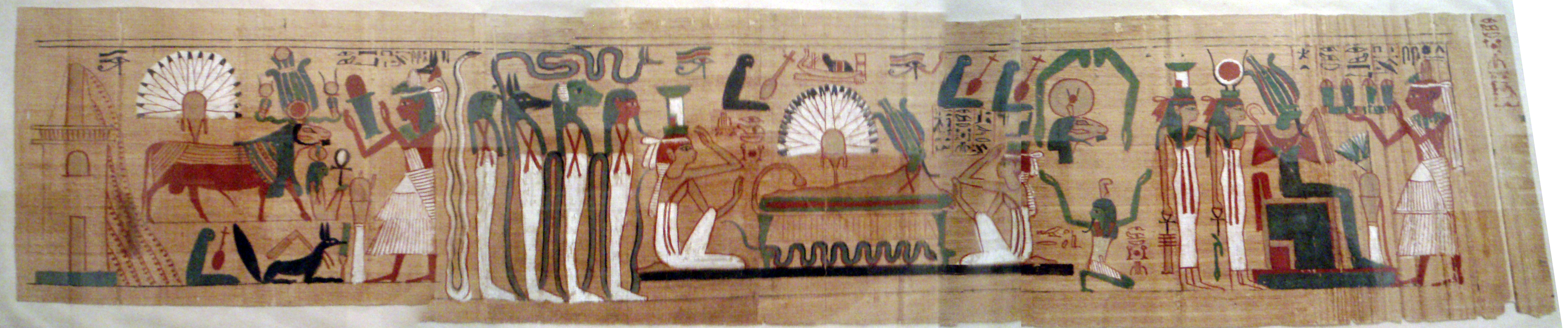
تصور البرديات المصرية القديمة الرحلة إلى الآخرة كما كان يعتقدها المصريون القدماء

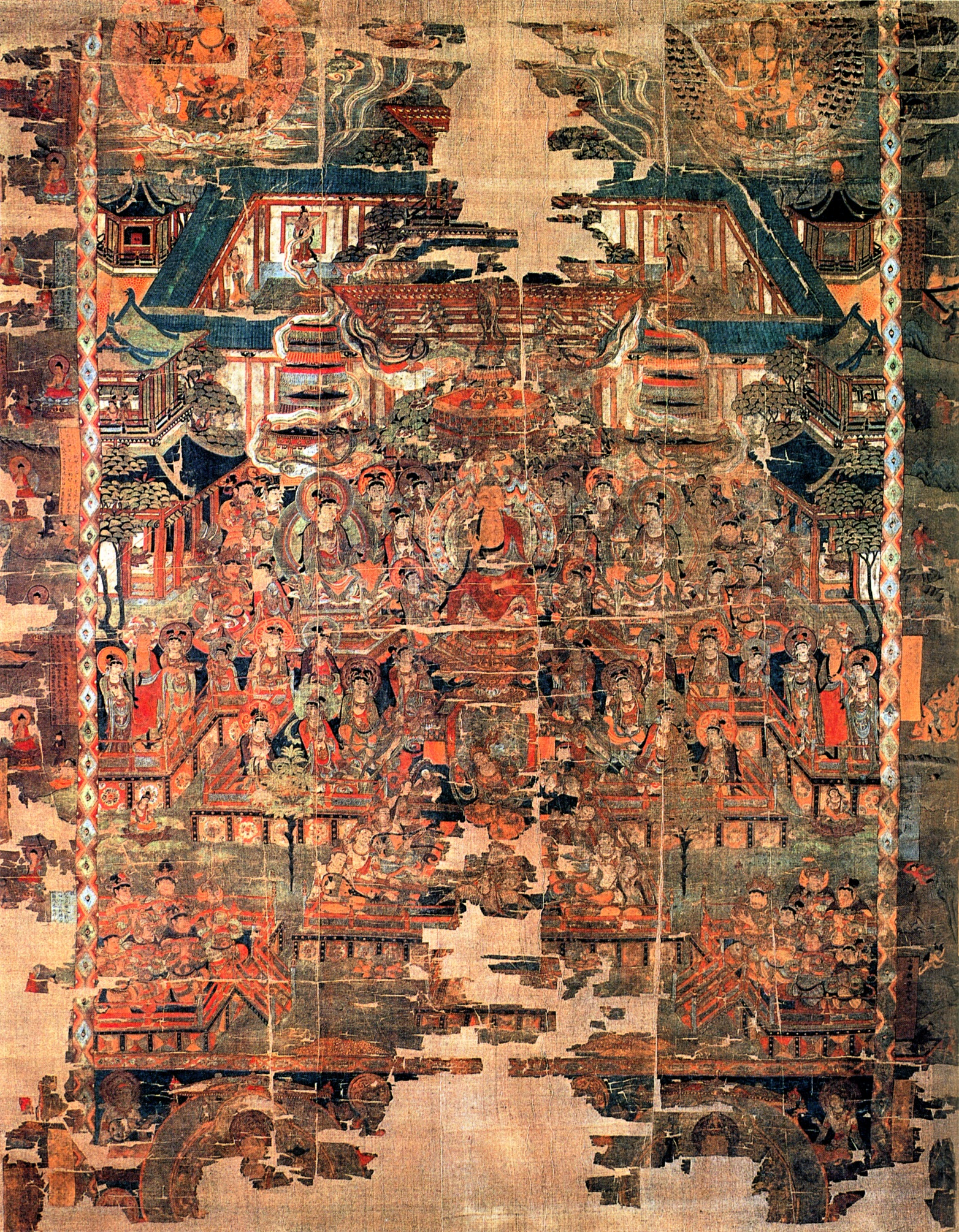
تم اكتشاف جنة بهاي شاجيا غورو (Bhaishajyaguru) في كهوف موغاو.

في الفلسفة والدين والميثولوجيا والخيال، يشير مصطلح الحياة الآخرة (التي يشار إليها أيضًا باسم الحياة بعد الموت أو الآخرة) إلى فكرة الحياة أو الحياة ذاتها (سواءً كانت مادية أو تنزيهية) التي يواصل فيها الجزء الأساسي من هوية الشخص أو وعيه وجوده بعد وفاة الجسد في الحياة. ووفقًا للأفكار المختلفة عن الحياة الآخرة، فإن الجانب الأساسي الذي يعيش من الفرد بعد الموت قد يكون عنصرًا جزئيًا، أو روح الفرد كلها، والتي تحمل في طياتها هويته الشخصية. ويتناقض الإيمان بالحياة الآخرة، والذي قد يكون طبيعيًا أو خارقًا للطبيعة، مع الإيمان بـالنسيان الأبدي بعد الموت.
في بعض وجهات النظر الشعبية، كثيرًا ما يحدث استمرار الوجود في العالم الروحي، ووجهات نظر شعبية أخرى، قد يكون الفرد ولد من جديد في هذا العالم وتبدأ دورة الحياة من جديد، ومن المرجح ألا يكون لديه ذكرى لما عاشه في الماضي. وفي هذا الرأي الأخير، قد يحدث هذا البعث الجديد وهذه الوفيات مرارًا وتكرارًا باستمرار حتى دخول المكاسب الفردية إلى العالم الروحي أو العالم الآخر. وتكون الآراء المهمة بشأن الحياة الآخرة مستمدة من الدين و التعاليم الباطنية وما وراء الطبيعة.
ترى بعض النظم العقائدية، مثل تلك الموجودة في تقليد الإبراهيمية أن يذهب الموتى إلى طائرة وجود محددة بعد الموت، كما هو محدد من قبل الله أو الآلهة أو الحكم الإلهي الآخر على أساس أفعالهم أو معتقداتهم أثناء الحياة. في المقابل، فإنه في نظم التناسخ مثل الموجودة في تقليد تقاليد دهرميك، يتم تحديد طبيعة الوجود المستمر مباشرة من تصرفات الفرد في الحياة المنتهية، وليس عن طريق قرار كائن آخر.